# Бутлеры
Бутлеры ( нем. von Butler, von Buttlar и Treusch von Buttlar) — немецкий графский род герба Бутлер III.
Немецкого происхождения 
- Йохан Бутлер прославился военными подвигами ещё в царствование Стефана Батория.
- Внук Ивана, Готард-Вильгельм Бутлер служил сначала при Дворе короля Сигизмунда III, потом был Камергером Императора Римского Фердинанда II; вступил вновь в польскую службу, на должность Великого Подкомория при Дворе короля Яна-Казимира, и в 1651 году, получил от Императора Фердинанда III грамоту на титул Графа Римской Империи.
- Бутлер, Эрнст Иванович (22.01.1690 — 04.08.1771) — генерал-майор, камергер, состоял на русской службе с 1737 по 1757 годы резидентом в Курляндии
- Юрий Бутлер, выходец из Курляндии — предок русского рода Бутлеровых
- Бутлер, Бронислав Львович (1866—1930) — генерал-майор, главный инженер севастопольского порта

- Бутлар, Ева Маргарита фон (1670—1721) — основательница так называемого «филадельфийского религиозного общества».

## Описание герба
В расчетверённом немецком щите накинут щиток, в золотом поле которого чёрный коронованный орёл, вправо; на груди орла также щиток, в красном поле которого серебряная кружка с золотыми обручами, называемая по-немецки Butte, ручкою влево. В полях щита, черных и красных накрест, в первом: четыре золотые ступени; во втором и третьем по два скрещенных трезубца, остриями вверх; в четвёртом круглое зеркало.
Над щитом три стальных шлема в дворянских коронах, с золотыми решётками и медалями на таких же цепях, средний прямо, а крайние к нему вполоборота. В навершиях, первого шлема: выходящий чёрный пес, головою влево, без ног, с белыми крыльями, в серебряном ошейнике, с круглым зеркальцем на груди; второго шлема: серебряный охотничий рог, повешенный на красной колонне, стоящей на двух серебряных ступенях и увенчанной тремя страусовыми перьями, из коих среднее красного цвета; третьего шлема: два орлиных крыла, правое золотое, а левое чёрное. Намет: от среднего шлема красный, от первого же и третьего чёрный, первый и второй с серебряным, а последний с золотым подбоем. Герб Бутлер внесён в Часть 1 Гербовника дворянских родов Царства Польского, стр. 111.